# 中豊駅
中豊駅（なかとよえき）は、福島県東白川郡棚倉町大字流（ながれ）字中豊能登田（なかとよのとだ）にある、東日本旅客鉄道（JR東日本）水郡線の駅である。

## 歴史
- 1958年（昭和33年）2月1日：開業[2]。
- 1987年（昭和62年）4月1日：国鉄分割民営化により、JR東日本の駅となる[2]。

## 駅構造
単式ホーム1面1線を有する地上駅である。水郡線統括センター（常陸大子駅）管理の無人駅で、待合所が設置されている。

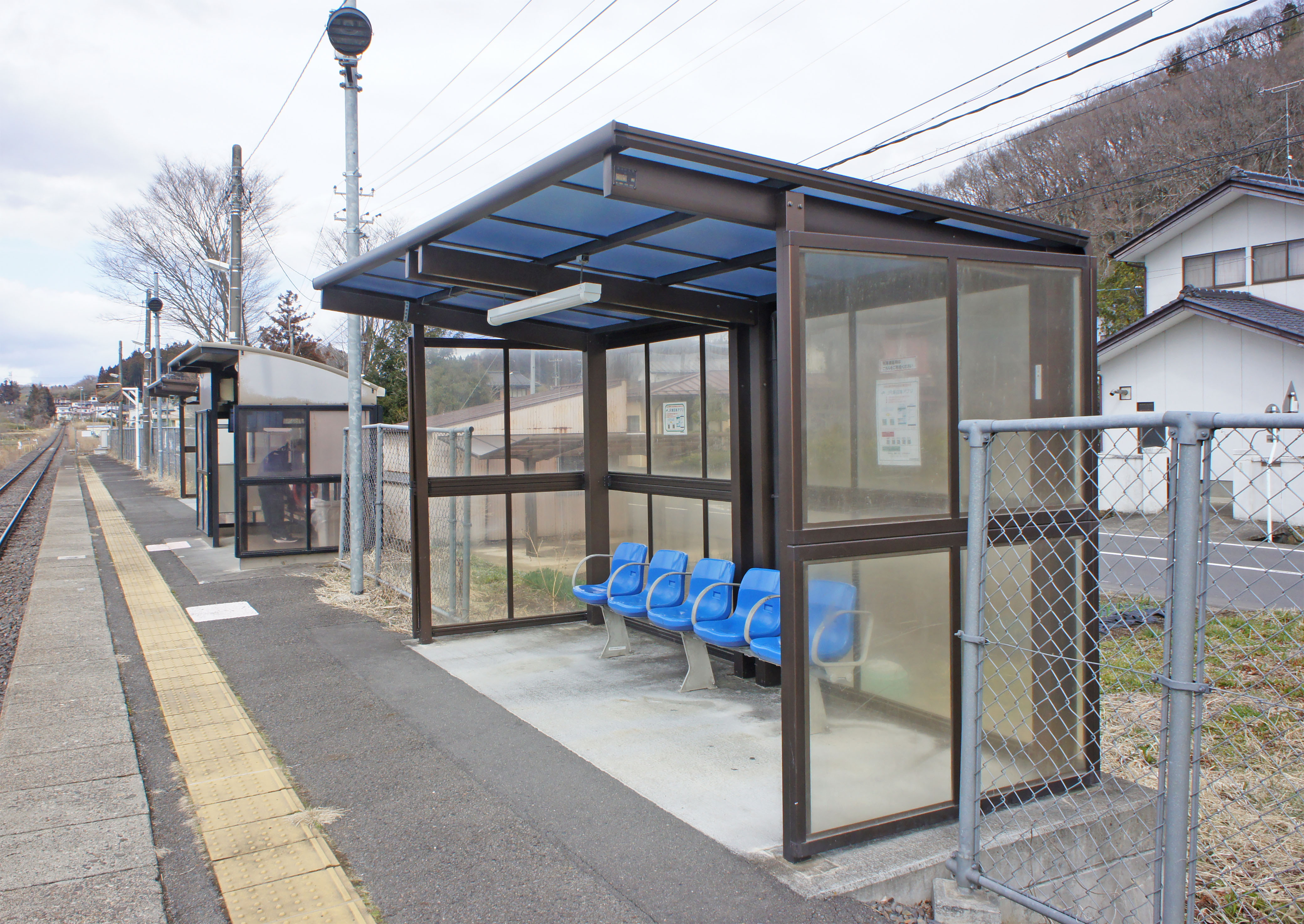
待合所（2022年3月）
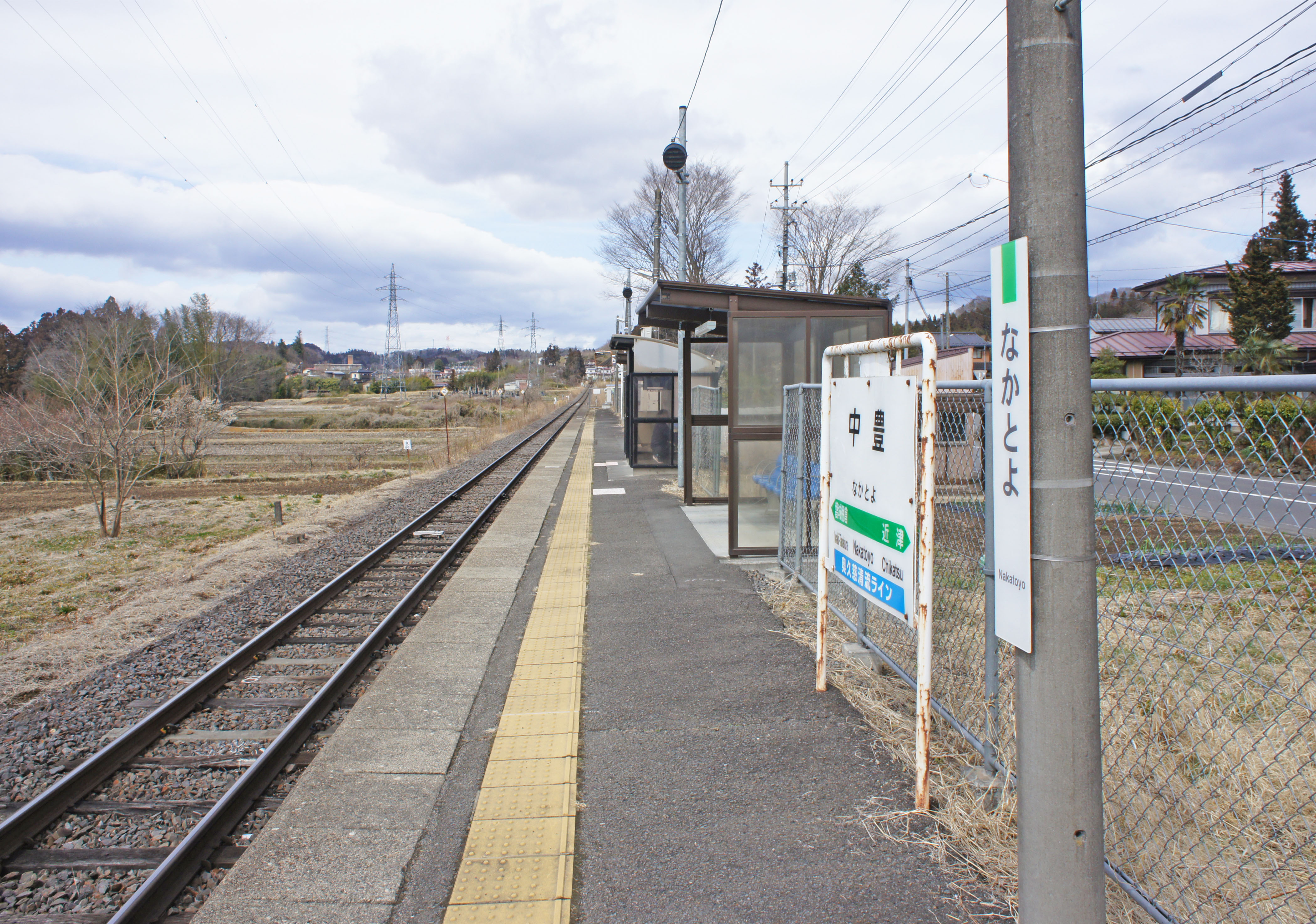
ホーム（2022年3月）

## 利用状況
「福島県統計年鑑」によると、2000年度（平成12年度）- 2004年度（平成16年度）の1日平均乗車人員の推移は以下のとおりであった。
| 乗車人員推移       | 乗車人員推移     | 乗車人員推移 |
| 年度               | 1日平均 乗車人員 | 出典         |
| ------------------ | ---------------- | ------------ |
| 2000年（平成12年） | 189              | [ 3 ]        |
| 2001年（平成13年） | 197              | [ 4 ]        |
| 2002年（平成14年） | 192              | [ 5 ]        |
| 2003年（平成15年） | 183              | [ 6 ]        |
| 2004年（平成16年） | 178              | [ 7 ]        |

## 駅周辺
- 福島県立修明高等学校[1]
- 福島県道25号棚倉鮫川線
- 福島交通棚倉出張所
- 棚倉警察署
- 棚倉簡易裁判所
- 福島家庭裁判所棚倉出張所
- 久慈川
- 檜木川
- 大草川
- 福島交通「棚倉下町」停留所
- JRバス関東「東中居」停留所

## 隣の駅
東日本旅客鉄道（JR東日本）
■水郡線
近津駅 - 中豊駅 - 磐城棚倉駅